# Terpezița
Terpezița è un comune della Romania di 1781 abitanti, ubicato nel distretto di Dolj, nella regione storica dell'Oltenia.
Il comune è formato dall'unione di 5 villaggi: Căruia, Căciulatu, Floran, Lazu, Terpezița.